# Argyrodes kualensis
Argyrodes kualensis là một loài nhện trong họ Theridiidae.
Loài này thuộc chi Argyrodes. Argyrodes kualensis được Henry Roughton Hogg miêu tả năm 1927.